# Eureka (Kalifornia)
Eureka város az USA Kalifornia államában, Humboldt megyében, melynek megyeszékhelye is. Lakosainak száma 26 512 fő (2020. április 1.).

## Népesség
A település népességének változása:
| Lakosok száma | 612  | 27 191 | 26 512 |
|               | 1860 | 2010   | 2020   |